# SN 2001de
SN 2001de – supernowa typu Ia odkryta 13 lipca 2001 roku w galaktyce UGC 12089. W momencie odkrycia miała maksymalną jasność 18,00m.